# Sistema d'ona contínua
Una ona contínua o forma d'ona contínua CW) és una ona electromagnètica d'amplitud i freqüència constants, normalment una ona sinusoïdal, que per a l'anàlisi matemàtica es considera de durada infinita. Pot referir-se, per exemple, a un làser o accelerador de partícules que té una sortida contínua, en oposició a una sortida polsada.
Per extensió, el terme ona contínua també es refereix a un mètode primerenc de transmissió de ràdio en què s'activa i s'apaga una ona portadora sinusoïdal. Això s'anomena més precisament ona contínua interrompuda (ICW). La informació es transporta en la durada variable dels períodes d'encesa i apagat del senyal, per exemple mitjançant el codi Morse a la ràdio inicial. A les primeres transmissió de ràdio de telegrafia sense fil, les ones CW també eren conegudes com a "ones no amortides", per distingir aquest mètode dels senyals d'ones amortides produïdes per transmissors anteriors del tipus d'espurna.

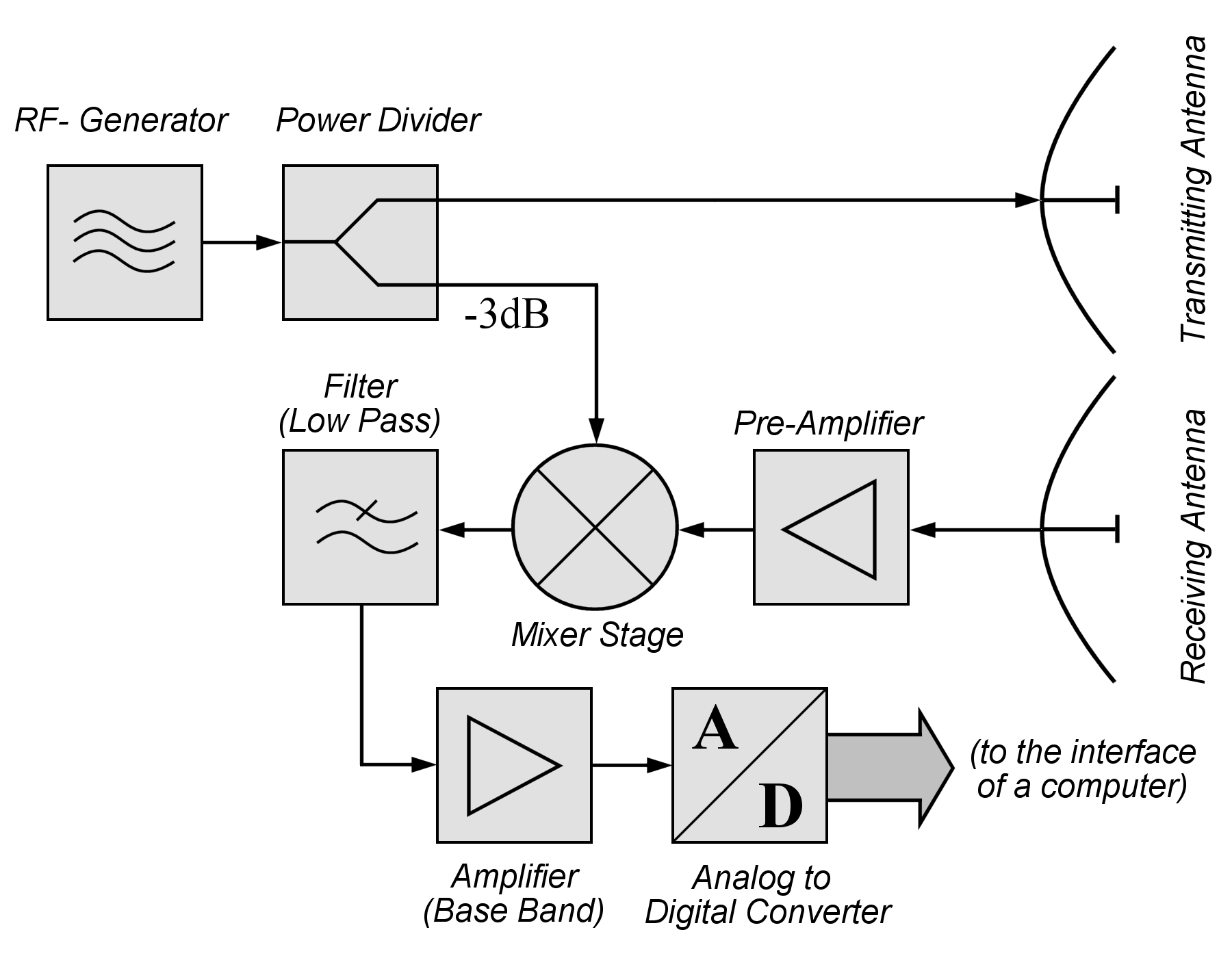
Diagrama de blocs d'un mòdul de radar d'ona contínua senzill: molts fabricants ofereixen aquests mòduls transceptors i els canvien el nom com a "sensors de radar Doppler".

## Ràdio

### Transmissions abans de CW
Els primers transmissors de ràdio utilitzaven una espurna per produir oscil·lacions de radiofreqüència a l'antena de transmissió. Els senyals produïts per aquests transmissors d'espurna consistien en cadenes de polsos breus d'oscil·lacions sinusoïdals de radiofreqüència que es van extingir ràpidament fins a zero, anomenades ones amortides. El desavantatge de les ones esmorteïdes era que la seva energia es repartia en una banda de freqüències extremadament àmplia; tenien ample de banda ampli. Com a resultat, van produir interferències electromagnètiques (RFI) que es van estendre per les transmissions d'estacions a altres freqüències.

### Transició a CW
Es va adonar que l'ona de ràdio ideal per a la comunicació radiotelegràfica seria una ona sinusoïdal amb amortiment zero, una ona contínua . Una ona sinusoïdal contínua ininterrompuda teòricament no té amplada de banda; tota la seva energia es concentra en una sola freqüència, de manera que no interfereix amb les transmissions a altres freqüències. Les ones contínues no es van poder produir amb una espurna elèctrica, sinó que es van aconseguir amb l'oscil·lador electrònic de tub de buit, inventat al voltant de 1913 per Edwin Armstrong i Alexander Meissner. Després de la Primera Guerra Mundial, els transmissors capaços de produir ones contínues, l'alternador d'Alexanderson i els oscil·ladors de tubs de buit, es van fer àmpliament disponibles.

### Radar
El codi Morse està pràcticament extingit fora del servei d'aficionats, de manera que en contextos no aficionats el terme CW normalment es refereix a un sistema de radar d'ona contínua, a diferència d'un que transmet polsos curts. Alguns radars CW monostàtics (antena única) transmeten i reben una única freqüència (no escombrada), sovint utilitzant el senyal transmès com a oscil·lador local per al retorn; exemples inclouen radars de velocitat policial i detectors de moviment de tipus microones i obres de portes automàtics. Aquest tipus de radar està efectivament "encegat" pel seu propi senyal transmès a objectius estacionaris; s'han d'apropar o allunyar del radar amb la suficient rapidesa per crear un desplaçament Doppler suficient per permetre que el radar aïlli les freqüències del senyal de sortida i retorn. Aquest tipus de radar CW pot mesurar la velocitat d'abast però no l'abast (distància).